# Андська дипломатична криза, 2008

Мапа Еквадору, Колумбії і Венесуели

Андська дипломатична криза, 2008 — дипломатичне протистояння між країнами Південної Америки: Еквадором, Колумбією і Венесуелою. Розпочалася 1 березня 2008 з вторгнення на еквадорський терен з перетину річки Путумайо колумбійських військових, що призвело до загибелі понад двадцяти бойовиків, у тому числі Рауля Рейеса (Luis Edgar Devia Silva) і 16 інших членів Революційних збройних сил Колумбії (ФАРК). Це вторгнення призвело до зростання напруженості у відносинах між Колумбією та Еквадором і відрядження венесуельських і еквадорських військ на кордон з Колумбією.
Військово-дипломатичний скандал посилився, посли були відкликані, після захоплення колумбійцями табору FARC конфіскацію документів, що відносяться до діяльності FARC.
Криза закінчилася після саміту Групи Ріо 7 березня 2008 року, коли було досягнуто примирення між трьома країнами.